# Бурјати
Бурјати су монголски народ, који претежно живи у Русији, односно у аутономној републици Бурјатији, у којој чини 30% становништва, и у којој представља други народ по бројности, после Руса (66%). Бурјати такође настањују и подручја два бивша аутономна округа Русије: Уст-Орда Бурјатије, где су 2010. године чинили 40% становништва и представљали други народ по бројности, после Руса (54%), као и Ага Бурјатије, где су 2010. године чинили етничку већину (65%). Аутономија ових округа је укинута 2008. године и они су постали обични окрузи у оквиру Иркутске области односно Забајкалског краја. Бурјати су делом православне, а делом будистичке вероисповести. Говоре бурјатским језиком, који спада у монголску групу алтајске породице језика.
Укупно их има око 476.000, од тога у Русији 404.000, а у Монголији 71.000.